# Famille Garašanin
La famille Garašanin est une famille serbe.

## Nom de famille
Le nom de famille signifie « qui vient de Garaši », un village aujourd'hui situé dans la municipalité d'Aranđelovac et dans le district de Šumadija.

## Historique
Il désigne plusieurs personnalités appartenant en fait à la même famille, qui descend de la famille Bošković originaire du village d'Orja Luka dans la vallée de Bjelopavlići (aujourd'hui au Monténégro). La famille descend du prince (knez) Vukašin Bošković (fin du XVIIe siècle), dont le petit fils Milutin Savić, prince de Jasenica, a pris le nom de « Garašanin » d'après le nom du village de Garaši, dans la principauté de Jasenica et dans la nahija de Kragujevac, où il a vécu après son arrivée en Serbie au milieu du XVIIIe siècle.

## Personnalités
- Milutin Savić Garašanin (en) (1762-1842)
- Ilija Garašanin (1812-1874), homme politique
- Milutin Garašanin (en) (1843-1898), homme politique
- Milutin Garašanin (archéologue) (1920-2002), archéologue
- Draga Garašanin (en) (1921-1997), archéologue et épouse du précédent.